# Каратал (Павлодарская область)
Каратал (каз. Қаратал) — упразднённое село в Теренкольском районе Павлодарской области Казахстана. Входило в состав Калиновского сельского округа. Код КАТО — 554853200.
Ранее — отделение совхоза «Калиновский». Ликвидировано в 2018 г.

## Основание
Селение Каратал основано в 1918 году в бывшей Песчанской волости (ныне Теренкольский район) на урочище Бектур.

## Этимология названия
По мнению советского языковеда-тюрколога К. К. Юдахина Қаратал - этническое имя киргизов и боевой клич племени Кошчу, по Ч. Ч. Валиханову — уран рода Солты.
Название на территории Павлодарской области связано с различными озерами, родниками, колодцами, окруженными густыми зарослями картала (ивы тонкосерёжчатой).
В литературе иногда встречается ошибочное название Кара-тал.

## Население
В 1999 году население села составляло 142 человека (68 мужчин и 74 женщины). По данным переписи 2009 года, в селе проживало 46 человек (24 мужчины и 22 женщины).